# Arecophila nypae
Arecophila nypae är en svampart som beskrevs av K.D. Hyde 1996. Arecophila nypae ingår i släktet Arecophila, ordningen kolkärnsvampar, klassen Sordariomycetes, divisionen sporsäcksvampar och riket svampar.   Inga underarter finns listade i Catalogue of Life.